# Gregorio Manzano
Gregorio Manzano Ballesteros (ur. 11 marca 1956 w Bailén) – hiszpański trener piłkarski.

## Kariera
Manzano karierę trenerską rozpoczynał w roku 1983 w zespole Santisteban. Następnie był trenerem Villacarrillo (1985–1986), Iliturgi (1986–1988), CD Villanueva (1988–1989), Úbeda (1989–1999), Real Jaén (1990–1991), Martos (1991–1993), Talavera CF (1996–1998) i CD Toledo (1998–1999).
W lipcu 1999 roku został trenerem Realu Valladolid. W swoim pierwszym sezonie w Primera División zajął z tym zespołem ósme miejsce w tabeli. Po zakończeniu sezonu Manzano opuścił Valladolid, a 5 grudnia 2000 roku został szkoleniowcem Racingu Santander. Nie uchronił on zespołu przed spadkiem; Racing zajął 19. miejsce i został zdegradowany do Segunda División. Po sezonie 2000/2001 Manzano opuścił Santander i został trenerem Rayo Vallecano Madryt. W sezonie 2001/2002 z zespołem tym zajął 11. miejsce w Primera División.
W lipcu 2002 roku Manzano został szkoleniowcem RCD Mallorca. Z klubem tym w sezonie 2002/2003 zajął 9. miejsce w lidze i zdobył Puchar Króla po zwycięstwie w finale z Recreativo Huelva. Następnie, 23 lipca 2003 roku został trenerem Atlético Madryt. W sezonie 2003/2004 zajął z tym klubem siódme miejsce w Primera División. Po tym sezonie Manzano odszedł z Madrytu i trafił do Mallorci, którą trenował przez cztery miesiące. Następnie został szkoleniowcem Málagi, z którą zajął 10. miejsce w lidze.
15 lutego 2006 roku Manzano został trenerem RCD Mallorca. W sezonie 2006/2007 zajął z tym zespołem 12. miejsce w lidze, w 2007/2008 7, a w 2008/2009 9.
Po zakończeniu sezonu 2009/2010 Manzano opuścił Mallorcę. Jego miejsce zajął Michael Laudrup.